# Zambezi Airlines
Zambezi Airlines – była prywatna linia lotnicza z bazą w Lusace, w Zambii, oferująca loty do południowej i zachodniej Afryki z bazy na lotnisku w Lusace. 

## Historia
Zambezi Airlines rozpoczęły działalność w lipcu 2008. Linia lotnicza posiadała pierwotnie samolot Embraer 120. W maju 2009 nabyła dwa Boeingi 737-500. W czerwcu 2009 rozpoczęła loty do Johannesburga w Republice Południowej Afryki i Dar es Salaam w Tanzanii. W tym samym miesiącu linia lotnicza zyskała pozwolenie od Zambia Competition Commission na zawarcie sojuszu z Proflight Commuter Services.
13 lipca 2009 linia została dodana do listy przewoźników bez wstępu do Unii Europejskiej, a 1 listopada 2011 licencja dla Zambezi Airlines została zawieszona ze względów bezpieczeństwa. Następnie 10 lutego 2012 linię zamknięto, z powodu zadłużenia względem właściciela (General Electric Commercial Aviation Services (GECAS)) na ponad 2 miliony dolarów.

## Połączenia
- Johannesburg – Port lotniczy Johannesburg
- Kapsztad – Port lotniczy Kapsztad

- Dar es Salaam – Port lotniczy Dar es Salaam

- Nairobi – Port lotniczy Jomo Kenyatta

- Lilongwe – Port lotniczy Lilongwe

- Harare – Port lotniczy Harare

- Lubumbashi – Port lotniczy Lubumbashi

- Lusaka – Port lotniczy Lusaka węzeł
- Ndola – Port lotniczy Ndola

## Flota
W chwili zamknięcia flota Zambezi Airlines składała się z następujących samolotów: